# Lessico
Il lessico (o vocabolario) è il complesso delle parole e delle locuzioni di una lingua (ad esempio, il lessico italiano, il lessico greco), oppure anche solo una parte di tale complesso, come, ad esempio, l'insieme delle parole e delle locuzioni proprie di un settore del sapere umano ("il lessico della zoologia", "il lessico giuridico") o di un'attività umana ("il lessico sportivo", "il lessico politico"), oppure l'insieme delle parole e delle locuzioni utilizzate da una particolare collettività ("il vocabolario dei poeti ermetici"), o in una particolare epoca ("il lessico del Seicento"), o in una particolare opera ("il lessico della Divina commedia"), o da un particolare scrittore ("il lessico di Leopardi"), oppure l'insieme delle parole e delle locuzioni utilizzate o comprese da uno specifico parlante. I termini "lessico" e "vocabolario" sono sinonimi, ma l'uso del termine "vocabolario" prevale in riferimento a collettività o a singole persone.

## Lessico di una persona
Inerentemente al lessico di una persona si distingue tra:
- lessico passivo: il bagaglio lessicale che viene capito tramite il senso, ma tuttavia non utilizzato attivamente (competenza passiva);
- lessico attivo o, più precisamente, lessico produttivo: che viene utilizzato anche mentre si parla e le sue possibilità di impiego sono così conosciute che vi si possono formare frasi sensibilmente comprensibili (competenza attiva).

In generale basta un lessico ristretto dalle 400 alle 800 parole per far fronte alle esigenze comunicative; per comprendere messaggi più complessi (articoli di riviste, giornali o letture di classici) sono necessarie dalle 4.000 alle 5.000 parole, mentre in casi eccezionali, come in Dante Alighieri, è richiesto un bagaglio lessicale di 80.000-100.000 parole.

## Varietà lessicale e lingue flessive
Un confronto può essere fatto con la lingua tedesca: il Duden contiene circa 120.000 parole chiave. Tramite la flessione possono venire create, nelle lingue flessive, innumerevoli forme lessicali a partire da relativamente poche forme di base: nella lingua tedesca (fattore 10), per esempio; decisamente meno che in quelle che stanno lentamente perdendo la flessione (come la lingua inglese, che ha un fattore 4).

## Lessico italiano
All'interno del lessico italiano si può individuare una porzione composta da circa 7000 lessemi (parole) che prende il nome di vocabolario di base (D'Achille 2010, p. 68).
Il vocabolario di base a sua volta è formato da:
- lessico fondamentale: composto dalle parole più usate e quindi indispensabili all'interno di una lingua (mangiare, bere, dormire).
- lessico di alto uso: composto dalle parole che vengono pronunciate da persone che possiedono un livello di istruzione medio (competenza, peculiarità, nozione).
- lessico di alta disponibilità: composto dalle parole usate dalle persone nella vita quotidiana (lavandino, dentifricio, spazzolino).

Al di fuori del vocabolario di base è presente un altro settore che comprende 45.000 lessemi che però compaiono in testi complessi comprensibili da persone con un livello di istruzione elevato. Questo settore è detto vocabolario comune. Vocabolario di base e vocabolario comune formano il cosiddetto vocabolario corrente, al di fuori del vocabolario corrente si può collocare il lessico settoriale (vocabolario della chimica, vocabolario della fisica, vocabolario della biologia).
Nel lessico italiano è importante citare anche la funzione delle voci gergali e dei regionalismi.
Le voci gergali sono parole usate da persone all'interno di un gruppo per manifestare l'appartenenza al gruppo stesso (sbirro, secchione).
I regionalismi invece sono parole che vengono usate solamente in varie regioni e per questo comprensibili per la maggior parte solo dagli abitanti del posto. Le componenti fondamentali del lessico italiano dal punto di vista etimologico sono tre:
- parole di origine latina: questa categoria include le parole popolari, ovvero quelle che dal latino sono arrivate anche in italiano. Le parole popolari però non sono da confondere con i latinismi che sono vere e proprie parole latine inserite nel vocabolario italiano (pro tempore, par condicio).
- prestiti: lessemi appartenenti ad altre lingue che però vengono usati in italiano grazie a contatti economici, politici, sociali con i paesi da cui è stata assorbita la parola. Alcuni prestiti rilevanti nella lingua italiana sono i germanismi (guerra), gli arabismi (facchino), i gallicismi (garage) e gli ispanismi (goleador).
Fondamentali nei giorni nostri sono invece gli anglicismi, in quanto l'inglese è la lingua più studiata in Italia (dopo l'italiano) e per questa ragione alcuni termini sono entrati nel mondo dello sport (pressing) o della tecnologia (router) o della musica (rock) senza avere una corrispettiva traduzione in italiano. Infine ci sono i prestiti interni che sono in gran parte dovuti ai regionalismi (‘ndrangheta, camorra).
- neologismi: parole nuove entrate da breve tempo all'interno di una lingua. Tra di essi si distinguono i neologismi semantici dove nuovi significati si aggiungono ad altri già esistenti (la parola sito può rappresentare sia un luogo che un insieme di pagine web).

## Lessicologia semantica
La lessicologia semantica compie degli studi sui rapporti che sono possibili tra le parole e che possono essere analizzati sia sul piano paradigmatico sia su quello sintagmatico.
Entrambi i concetti sono stati esposti dal linguista svizzero Ferdinand de Saussure nel Cours de linguistique générale del 1916.
Il piano paradigmatico rappresenta l'insieme di parole che una lingua mette a disposizione del parlante per formare delle frasi, mentre il piano sintagmatico rappresenta la combinazione vera e propria di parole che portano alla formulazione di frasi e quindi di messaggi linguistici.
Per quanto riguarda la lessicologia semantica c'è da fare un'importante distinzione tra polisemia e omonimia.
La polisemia si ha quando una parola ha la possibilità di esprimere più significati. Tra i significati espressi da una parola polisemica è presente sempre una caratteristica comune a tutti i significati. 
L'omonimia invece riguarda parole che sono uguali dal punto di vista del significante ma che mutano dal punto di vista del significato (porto(verbo), porto(luogo)).
Nella lessicologia semantica hanno grande importanza i concetti di antonimia, iperonimia, iponimia e meronimia (D'Achille 2010 p. 63-64).

## Lessico nel parlato
Nelle comunicazioni orali il lessico usato dagli interlocutori è molto ridotto rispetto all'uso nello scritto, infatti le conversazioni parlate sono di solito informali e per questa ragione i parlanti usano raramente lessemi che portano all'uso di un registro elevato (D'Achille 2010, p. 204).
Inoltre nel parlato vengono compiute molte ripetizioni di parole e vengono usati termini che hanno un significato molto generico, quindi nel parlato è molto sfruttata la polisemia.
Un'altra particolarità del lessico parlato è l'uso di pronomi clitici che vengono uniti a verbi (pronomi enclitici) e assumono un significato diverso da quello che hanno inizialmente (farcela significa riuscire a fare qualcosa).
Da segnalare anche l'uso frequente dell'alterazione che viene usata per enfatizzare o rafforzare un concetto (bimbetto, pennette) oppure di termini con valore elativo per la stessa ragione.
Analizzando il lessico nel parlato si può notare inoltre che interviene frequentemente la variazione diastratica.
La variazione diastratica è molto legata al cosiddetto "italiano popolare" ovvero il linguaggio che usano persone anziane e con un livello di istruzione molto basso, ma anche al parlato giovanile (D'Achille 2010 p. 214-215).
In generale il linguaggio giovanile è formato da:
- uno strato dialettale, che i giovani apprendono prevalentemente in famiglia e nel paese d'origine.
- uno strato gergale, basato su termini legati alla malavita o al gergo studentesco o che creano i giovani stessi per sentirsi appartenenti a un gruppo.
- strato proveniente dai lessemi usati nel cinema, nella televisione, nella radio. La maggior parte di questi termini sono provenienti dall'inglese.
- lessemi presi da linguaggi settoriali e riutilizzati con valore metaforico.

## Lessico nello scritto
Nelle comunicazioni scritte viene usato un lessico molto più ampio rispetto al parlato. Infatti raramente sono presenti delle ripetizioni che sono sostituite da sinonimi o da perifrasi (la parola dire è spesso sostituita da affermare o annunciare).
Il registro usato nello scritto solitamente è molto elevato perché lo scritto viene usato per comunicazioni di carattere formale come accade nei compiti di esame o nelle lettere inviate ad autorità comunali, regionali e nazionali.

## Mutamenti semantici
Nel corso del tempo il lessico di una lingua può cambiare e si può modificare. I principali mutamenti lessicali sono:
- arricchimento di lessemi: fenomeno che può avvenire grazie al meccanismo della derivazione all'interno della propria lingua, creando così una nuova parola da un'altra già esistente (acquaio deriva da acqua) oppure grazie al contatto con altre lingue come nel caso dei prestiti (la parola jogging è entrato nel lessico italiano per esprimere il termine di corsa).
- perdita di lessemi: mutamento lessicale opposto all'arricchimento di lessemi. Un esempio di perdita di lessemi si ha avuto quando nel corso della storia l'italiano ha perso dei lessemi esistenti in periodi antichi (Berruto, 2011 p. 274-275).

## Distribuzione statistica degli elementi lessicali
La distribuzione variabile delle parole viene descritta tramite la legge di Zipf, detta anche legge empirica.
Attraverso il neologismo Zipf ha anche ideato una nuova parola che deriva sempre da lessico, cioè "lessile", che non ha un significato preciso nella lingua italiana ma significa "poco comprensivo".
Un problema nella misurazione del volume lessicale può per esempio sollevare la questione se debbano essere contate anche le parole composte (p.e. appendiabiti - una parola nuova o due parole?)

## Ricchezza lessicale e livello di istruzione
In questo deve essere considerato: quanto più è alto il livello di istruzione di una persona, tanto più ricco sarà il suo lessico. Un lessico più ampio servirà per uno scambio di informazioni più differenziato. I semplici tabloid utilizzano un lessico di 400 parole, i quotidiani intellettuali invece un lessico di circa 5.000 parole. In modo simile si possono categorizzare le trasmissioni televisive. Il lessico di una persona dipende dal campo di interessi di questa persona (oltre alla terminologia specifica).

### Letteratura in lingua tedesca
- Franz Dornseiff, Der deutsche Wortschatz nach Sachgruppen, Berlin, 1934 (div. Neuauflagen)
- Duden, Das große Wörterbuch der deutschen Sprache, Mannheim, 2000
- Ulrike Haß-Zumkehr, Deutsche Wörterbücher, Berlin 2001 (bes. Kap. 17: Umfang des Wortschatzes)